# Stand Tall
Stand Tall – czterdziesty czwarty album studyjny Sizzli, jamajskiego wykonawcy muzyki reggae i dancehall.
Płyta została wydana 30 listopada 2009 roku przez jamajską wytwórnię Yes Records. Znalazła się na niej kompilacja najnowszych singli wokalisty. Produkcją całości zajął się Robert Williams.

## Lista utworów
1. "It's A"
2. "I Juvenile"
3. "De Res A Dem"
4. "Nyahbinghi"
5. "Confused World"
6. "That What We Like"
7. "No Pain in Jah Love"
8. "Mek Dem Fool You"
9. "Kick Out U Fist"
10. "Problem in the World"
11. "Africa"
12. "Ghetto Youth"
13. "They Can"
14. "Rastafari"
15. "Your Love"
16. "Salute"